# Écotay-l’Olme
Écotay-l’Olme ist eine französische Gemeinde mit 1.299 Einwohnern (Stand: 1. Januar 2022) im Département Loire in der Region Auvergne-Rhône-Alpes. Sie gehört zum Arrondissement Montbrison und zum Kanton Montbrison. Die Bewohner werden Ecotayiens und Ecotayiennes genannt.

## Geographie
Écotay-l’Olme liegt etwa 31 Kilometer nordwestlich von Saint-Étienne. Das Gemeindegebiet wird vom Fluss Moingt durchquert, der hier noch Cotoyet genannt wird. Umgeben wird Écotay-l’Olme von den Nachbargemeinden Montbrison im Norden und Osten, Lézigneux im Süden, Verrières-en-Forez im Westen und Südwesten sowie Bard im Westen und Nordwesten.

## Bevölkerungsentwicklung
| Jahr                       | 1962 | 1968 | 1975 | 1982 | 1990 | 1999 | 2006 | 2017 |
| -------------------------- | ---- | ---- | ---- | ---- | ---- | ---- | ---- | ---- |
| Einwohner                  | 285  | 339  | 598  | 853  | 1001 | 1111 | 1115 | 1212 |
| Quellen: Cassini und INSEE |      |      |      |      |      |      |      |      |

## Sehenswürdigkeiten
- Kirche Saint-Étienne aus dem 12. und 14. Jahrhundert, seit 1949 als Monument historique eingeschrieben
- Ruine des Donjons aus dem 11. Jahrhundert
- Schloss Quérézieux, seit 1990 in Teilen als Monument historique eingeschrieben

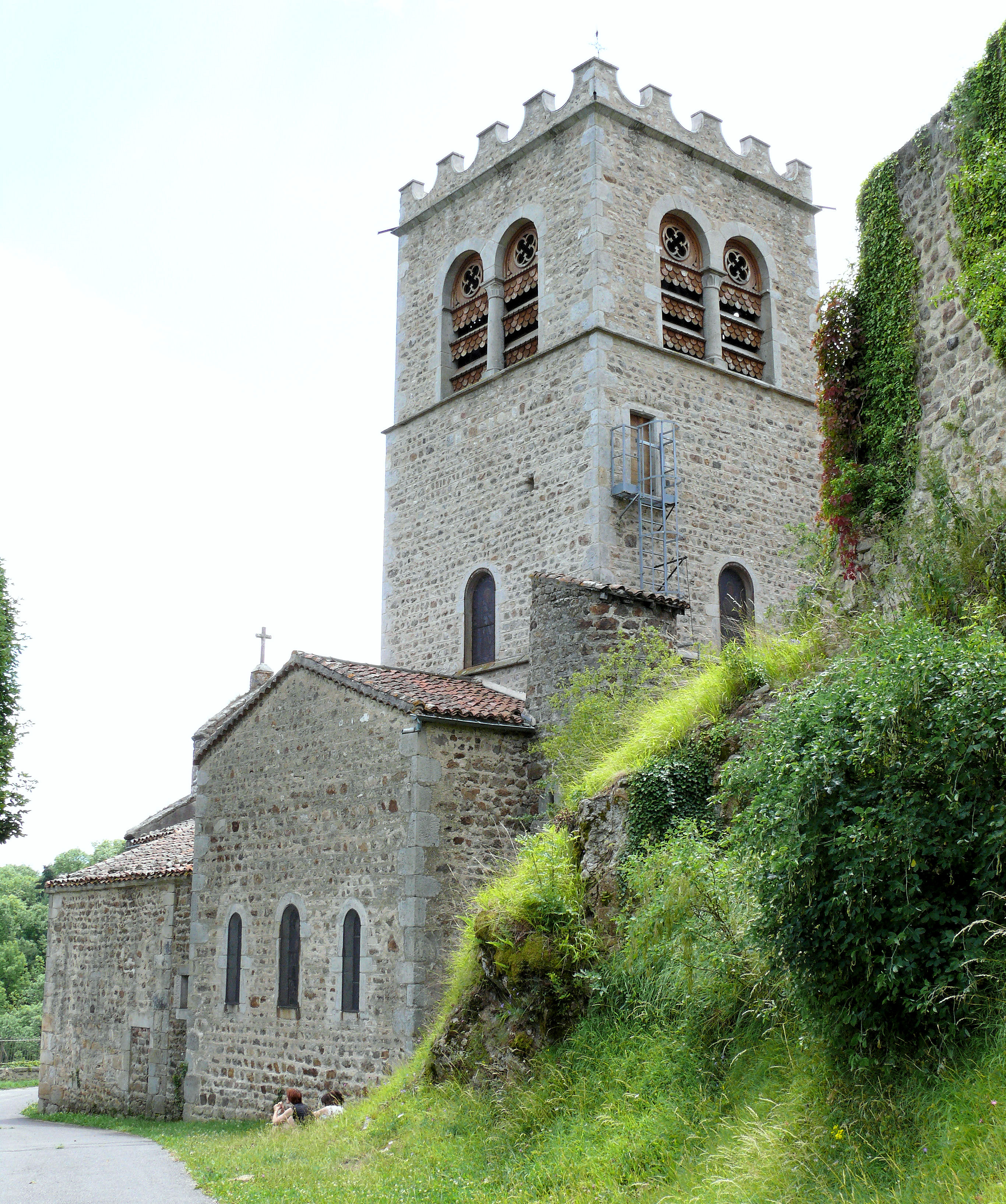
Kirche Saint-Étienne
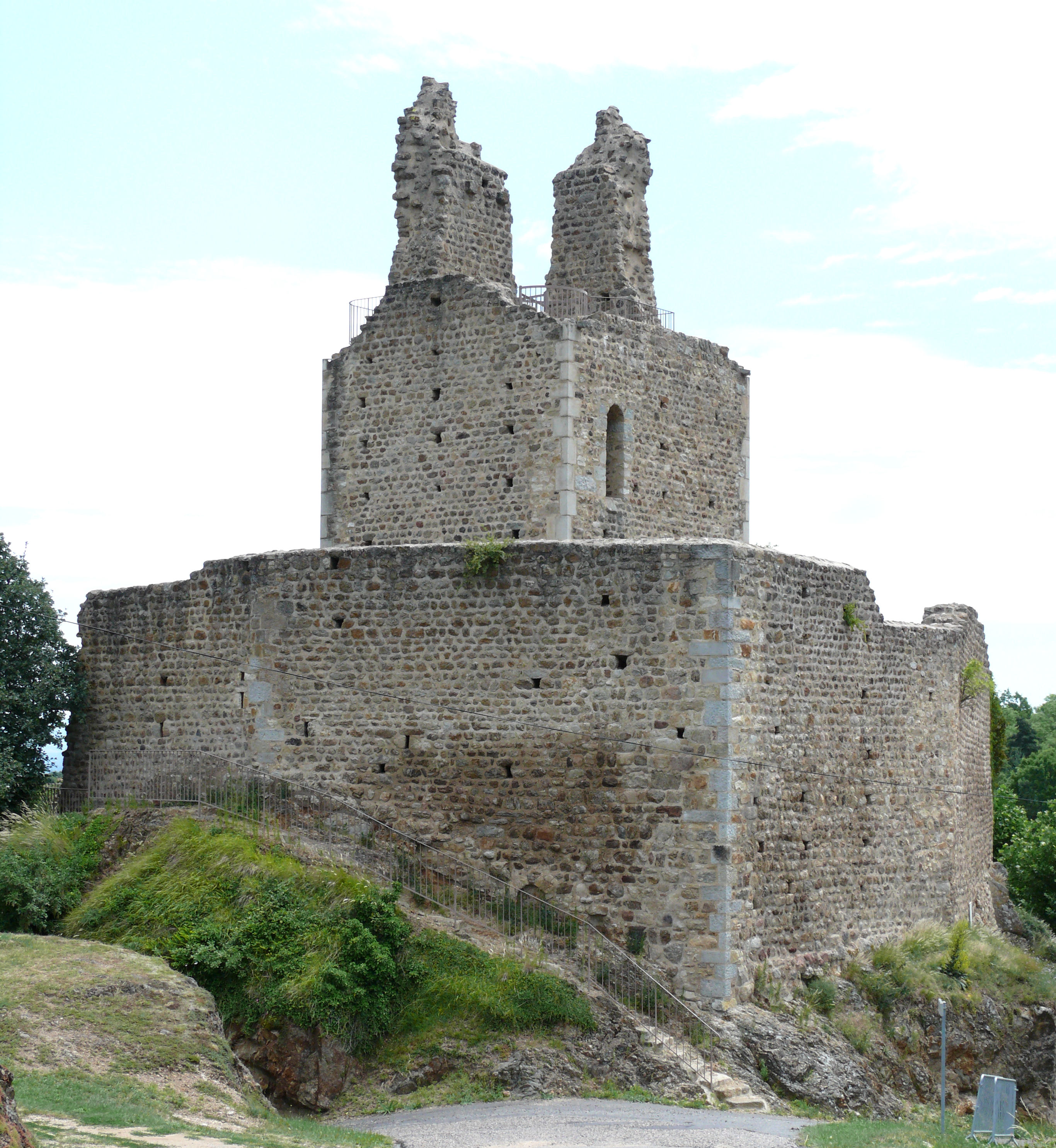
Donjon